# 秋田弁のアクセント
秋田弁のアクセント（あきたべんのアクセント）では、秋田県で話される日本語の方言である秋田弁（方言学では秋田方言と呼ばれる）のアクセントについて記述する。

## アクセント体系
日本語の方言には高低アクセントを持っている方言（有アクセント）と持っていない方言（無アクセント）があるが、秋田県は全域が有アクセントの地域である。日本語の有アクセントの体系は大きく分けると京阪式アクセントと東京式アクセントとに分けられるが、秋田県は全域が東京式アクセントである。
秋田方言のアクセントの体系は、共通語と同じく、高さが下がる場所の位置と有無のみを弁別する体系であり、東京式アクセントの体系である。京阪式アクセントのような、高く始まる型（高起式）と低く始まる型（低起式）の区別はない。高さが下がる場所を下がり目、下がり目の直前の音節をアクセント核という。アクセント核には、上げ核（次の音節を上げる核）、下げ核（次の音節を下げる核）、昇り核（その音節が上がる核）、降り核（その音節が下がる核）の種類が考えられるが、秋田方言で弁別される核は共通語や多くの方言と同じく下げ核である。なお降り核は現代の方言には確認されていない。
アクセントを特定の単語から離れて一般化して示すときは、拍または音節を○で示し、上げ核を○、下げ核を○、昇り核を○、降り核を○で表す。
典型的な秋田方言における一音節語から四音節語までの語には、以下のような型の区別があり、n音節語にはn+1種類の型がある。○という音節がアクセント核であり、アクセント核は一語に一つもないか一つだけあるかのいずれかである。例えば○○は二音節で第一音節に下げ核がある語を表す。この体系は共通語と同じである。
| 核の位置 | 一音節語 | 二音節語 | 三音節語 | 四音節語 |
| -------- | -------- | -------- | -------- | -------- |
| なし     | ○        | ○○       | ○○○      | ○○○○     |
| 第一音節 | ○        | ○        | ○○○      | ○○○○     |
| 第二音節 |          | ○        | ○        | ○○○      |
| 第三音節 |          |          | ○○○      | ○○○      |
| 第四音節 |          |          |          | ○○○○     |

共通語では、○○、○○○、○○○○のような核を持たない型は、単独の場合に第一拍と第二拍の間に上昇があり「低高」「低高高」「低高高高」のように発音され、「平板型」と呼ばれる。それに対し、秋田方言ではそのような上昇が見られず、「低低」「低低低」「低低低低」のように低く平らに発音される。これを特に「低平型」という場合もある。ただし共通語でも上昇は弁別的特徴ではなく、上昇の程度は下げ核での下降より弱い。どちらの話者にとっても、平板型も低平型も「下げ核がない型」として同じ型とみなされる。このため、秋田方言の低平型は最も共通語化の影響を受けにくく、若年層に至っても共通語のような平板型になっていないことも多い。しかし、近年の調査では、低平型が平板型に変化している例も見られるようになっている。
秋田方言のアクセントで特徴的なのは、一音節語において核を持たない○の型と核を持つ○の型とが助詞を付けなくても区別できることである。共通語ではこれらの型は助詞を付ければ、「日」「葉」のような○型は「低(高)」、「火」「歯」のような○型は「高(低)」となって区別できるが、「日」「火」単独の場合はどちらも平板な「高」となって区別ができない。これに対して秋田方言では、○型は単独の場合は中程度の高さで始まり、終わりにかけて弱い下降が見られる。また母音の響きがやや後に残るように発音される。一方、○型は中程度の高さから始まって末尾にかけて弱い上昇が見られ、また母音を急に短く切って止める。
二音節以上の語でも、○○、○○○、○○○○のような核を持たない型（平板型）と、○○、○○○、○○○○のような型（尾高型）は、助詞が付かない単独の場合には共通語では「低高」「低高高」「低高高高」となり区別ができない。一方、秋田方言では平板型は低く平らであるかまたは最後がやや下がり気味で、最後の音節がやや長い発音になるのに対し、尾高型は最後の音節がやや上がり気味で、最後の音節が短く切れるように発音されて区別がある。例えば共通語で「鼻」は平板型、「花」は尾高型だが単独では区別できない。一方秋田方言では単独でも平板型の「鼻」は「低低」、「花」は「低高」で区別できる。
秋田県北部では尾高型の最後の音節にはっきりとした下降が見られ、例えば「花」、「雨」、「男」などの語の最後の音節に下降が現れる。例えば鹿角地方にはこの現象が見られる一方で、秋田市や由利地方では、このような下降は消失している。このような下降がない場合でも、三音節以上の尾高型の○○○○や○○○○のような型では「低低高」「低低低高」のように最後の音節のみが高く発音されることになる。これは、共通語の「低高高」「低高高高」のような第二拍から高い発音とは異なっている。このような発音は低平型よりも早く衰退しており、高年層では本来の形がほぼ保たれているものの、中年層では共通語のような発音にほぼ変化している。
共通語では、頭高型では第一拍のみが高く、平板型では第二拍から終わりまで高く、それ以外の型（中高型・尾高型）では第二拍から下げ核のある拍まで高いという音調である。一方、秋田方言では、頭高型で第一音節のみが高いのは同じであるが、平板型では全ての音節が低く、中高型・尾高型では下げ核がある音節のみが高いという違いがある。すなわち、高く発音される音節は一つの語に付き一つまでである。現在ではこの規則は中高型・尾高型のものから崩れつつあると言える。

## 他方言との対応
現代の諸方言のアクセントや、院政時代頃からの京都の文献に記録されているアクセントの対応関係から見て、11世紀末から12世紀の『類聚名義抄』に記録されているようなアクセント体系が変化して、現代の日本語の諸方言のアクセントが派生したと考えられている。当時の京都のアクセント体系は高起式と低起式を区別し、上げ核と下げ核を弁別するものだったと考えられている。現代の京都アクセントは高起式と低起式を区別し、下げ核を弁別するものである。また東京アクセントや秋田アクセントは下げ核を弁別する。なお、秋田に隣接する青森県や岩手県内陸北部（雫石町など）には昇り核を弁別するアクセントがある。
院政時代の京都アクセントは現代のほとんどの方言よりも区別する型の種類が多い複雑なものだった。院政時代の京都アクセントにあった型の区別を「類」という。例えば二拍名詞には五つの類があり、一類、二類、三類、四類、五類のように呼ばれている。現代の諸方言は「類」の区別が統合した姿をしている。また、語が持つ母音や子音などの条件によって類が複数の型に分裂している例もある。
秋田のアクセントは、名詞の類の統合の仕方などが東京などと異なり、大分県大分市や愛知県豊橋市の方言アクセントなどに近い。東京式アクセントは「内輪東京式」「中輪東京式」「外輪東京式」に分けられるが、秋田や大分、豊橋のアクセントは外輪東京式に分類され、東京・広島などの中輪東京式、名古屋・岡山などの内輪東京式とはかなり早い段階で分かれたと考えられる。外輪東京式の原型に近いアクセントは、岩手県沿岸中北部、新潟県中南部から長野県（北部及び最南端）、静岡県西部から愛知県東部、鳥取県西部、島根県中部、大分県から福岡県東部に分布している。秋田のアクセントは大分や豊橋のようなアクセントから、核の直後の音節が広母音（ア・ウ・オ）を持つ場合に限り核の一音節後退を起こした変種である。従って語の持つ母音の条件による類の分裂を起こしている。このようなアクセントは秋田県の他に、北海道のほとんど、青森県、岩手県（沿岸中北部と南部を除く）、山形県西部、新潟県北部までと、飛んで島根県東部の出雲地方に分布している。にかほ市旧象潟町沿岸南部から山形県遊佐町沿岸北部にかけて、この核後退を起こしておらず外輪東京式の原型に近い地域がある。

### 名詞
院政時代の京都アクセント、室町時代の京都アクセント、現代京都アクセント（京阪式アクセント）、現代東京アクセント（中輪東京式アクセント）、現代大分アクセント（外輪東京式アクセント）、現代秋田アクセント（外輪東京式アクセントの変種）の対応関係を音節数ごとに示す。アクセント体系上の弁別単位を上段に、具体的高低を下段に記す。京阪式アクセントについては、高起式をH、低起式をLで示す。また単独の形と助詞が付いた形を併記し、助詞のアクセントを括弧内に示す。ただし助詞のアクセントは院政時代には独立していたため、直前の名詞に従属するようになった鎌倉時代のものを記す。母音によって型が分裂する場合があるが、その場合はどの音節の母音により型が分裂するかを◎で示す。なお、名詞では秋田方言での音節数と共通語や他方言での拍数は基本的に一致するため、一音節名詞、二音節名詞はほぼ他方言の一拍名詞、二拍名詞に相当する。四音節以上では対応に例外が多いのでここでは取り上げない。

#### 一音節名詞
基本的に東京式アクセントの多くの地域と型が一致する。
| 類   | 院政         | 室町              | 京都              | 東京        | 大分        | 秋田        | 所属語例                                                               |
| ---- | ------------ | ----------------- | ----------------- | ----------- | ----------- | ----------- | ---------------------------------------------------------------------- |
| 一類 | H○ 高 高(高) | H○○ 高高 高高(高) | H○○ 高高 高高(高) | ○ 高 低(高) | ○ 高 低(高) | ○ 降 低(低) | 柄・蚊・毛・子・血・戸・帆・実・世                                     |
| 二類 | H○ 降 高(低) | H○ 高低 高低(低)  | H○ 高低 高低(低)  | ○ 高 低(高) | ○ 高 低(高) | ○ 降 低(低) | 名・葉・日・藻・矢                                                     |
| 三類 | L○ 低 低(高) | L○○ 低高 低高(高) | L○○ 低高 低低(高) | ○ 高 高(低) | ○ 高 高(低) | ○ 昇 高(低) | 絵・尾・木・酢・背・田・手・菜・荷・根・野・火・穂・目・芽・湯・夜・輪 |

院政期京都アクセントには、一拍名詞に基本的に三種類の型があった。現代京都では一拍語は長音化して二拍語化し、単独の場合にも助詞付きの場合にも一類、二類、三類が区別されている。一方東京や大分、秋田では一類と二類のアクセントが同じになっており、一類と二類が平板型、三類が頭高型になっている。秋田での一類と二類の助詞付きの形は高年層でも低(低)から低(高)になりつつあり、中年層では低(高)である。単独の場合の一類・二類と三類の区別は失われつつある。
このような類の統合の仕方は外輪東京式および中輪東京式と一致する。ただし内輪東京式（名古屋や岡山など）は二類が頭高型になって三類に統合しており、秋田とは異なる。
「世」は第一類であるが、東京式アクセントの多くの地点で第三類のように頭高型になっており、秋田県でも高年層の時点でほとんど頭高型になっている。
「帆」は第一類であるが、秋田県では平板型と頭高型が並存しており、世代が下がるほど頭高型が増える傾向が認められる。東京でも、元々は平板型だったのが、新しく頭高型が出現して並存している。
第二類の「藻」も平板型と頭高型が並存しており、世代が下るごとに頭高型が増えつつある。高年層が頭高型になっている地域は内陸部に多い傾向が認められる。内陸部ではかなり早い時期から頭高型に変化していたと考えられる。
第二類の「矢」は東京を始めとして、東京式の多くの地域で第二類の中で例外的に頭高型になっている。秋田では高年層では平板型がかなり多いが、世代が下ると頭高型が増える。
「帆」「藻」「矢」は古くは秋田では平板型だったものが、頭高型に移りつつあるものと見られる。「矢」は共通語の影響が強いと考えられる。また、これらの語の使用頻度が低いことも影響している可能性がある。

#### 二音節名詞
秋田方言のアクセントは共通語に近い面も多いが、二音節名詞のアクセントは北奥羽方言的色合いが濃く、共通語アクセントとの違いが目立つものとなっている。
| 類   | 院政              | 室町              | 京都              | 東京             | 大分             | 秋田             | 秋田             | 所属語例 |
| 母音 |                   |                   |                   |                  |                  | 狭母音           | 広母音           | |
| ---- | ----------------- | ----------------- | ----------------- | ---------------- | ---------------- | ---------------- | ---------------- | --- |
| 一類 | H○○ 高高 高高(高) | H○○ 高高 高高(高) | H○○ 高高 高高(高) | ○○ 低高 低高(高) | ○○ 低高 低高(高) | ○○ 低低 低低(低) | ○○ 低低 低低(低) | 飴・枝・顔・風・壁・霧・口・首・腰・坂・酒・皿・下・鈴・滝・竹・爪・鳥・西・庭・布・蝿・端・蜂・鼻・羽・膝・紐・蓋・星・水・道・虫・森・床・嫁 |
| 二類 | H○ 高低 高低(低)  | H○ 高低 高低(低)  | H○ 高低 高低(低)  | ○ 低高 低高(低)  | ○○ 低高 低高(高) | ○○ 低低 低低(低) | ○○ 低低 低低(低) | 痣・石・岩・歌・音・垣・型・紙・殻・川・北・串・蝉・旅・塚・次・蔦・弦・梨・夏・橋・旗・肘・人・昼・冬・町・村・雪                             |
| 三類 | L○○ 低低 低低(高) | H○ 高低 高低(低)  | H○ 高低 高低(低)  | ○ 低高 低高(低)  | ○ 低高 低高(低)  | ○ 低高 低高(低)  | ○ 低高 低高(低)  | 足・穴・網・泡・家・池・犬・色・腕・裏・鍵・皮・髪・草・靴・雲・米・塩・舌・島・霜・炭・谷・月・土・年・縄・波・墓・花・腹・耳・物・山・指・夢 |
| 四類 | L○ 低高 低高(高)  | L○○ 低高 低高(高) | L○○ 低高 低低(高) | ○ 高低 高低(低)  | ○ 高低 高低(低)  | ○◎ 高低 高低(低) | ○◎ 低高 低高(低) | 息・板・糸・稲・今・海・奥・傘・数・肩・鎌・今日・今朝・汁・隅・空・種・粒・苗・中・箸・肌・針・船・松・麦・屋根                               |
| 五類 | L○ 低降 低高(低)  | L○○ 低降 低高(低) | L○○ 低降 低高(低) | ○ 高低 高低(低)  | ○ 高低 高低(低)  | ○◎ 高低 高低(低) | ○◎ 低高 低高(低) | 秋・汗・雨・鮎・井戸・桶・影・蜘蛛・鯉・声・琴・猿・足袋・露・鶴・鍋・春・鮒・窓・婿・夜                                                       |

秋田方言の二音節名詞のアクセントで注目すべきことは、二類が一類と統合して平板型になっていることである。これは外輪東京式の重要な特徴であり、二類が三類と統合して尾高型になっている中輪東京式や内輪東京式と大きく異なる点である。
四類と五類は京阪式アクセントの地域では区別があるが、東京式アクセントの地域では区別がなく、秋田でも類としては統合している。しかし秋田では、類としては一つに統合した四類と五類が、第二音節の母音の条件によって二つの型に分裂しており、第二音節の母音が広母音（ア・ウ・オ）である語は尾高型に、狭母音（イ・ウ）である語は頭高型になる傾向が強く認められる。これは、東京や大分のように頭高型に統合してから、二音節目が広母音の場合に限って核の一音節後退が起こり型が分裂したものである。このため、二音節目が広母音の語では、三類と四類・五類の統合が起こっている。
現在ではアクセントにも共通語化が著しく、二音節名詞のアクセントの特色は失われつつある。地域差や個人差もあるが、高年層では二類のほとんどが平板型に発音されるのに対し、中年層では二類の語の多くが尾高型に発音されるようになり、若年層では話者によっては完全に尾高型になって三類へ統合している。二類で尾高型に変化するのは、第二音節の母音が広母音である語のほうが早い傾向がある。四類と五類も、中年層以下では第二音節の母音が広母音でも頭高型に言うことが多くなっており、若年層では共通語と同じように全て頭高型に言う話者もいる。このように、共通語化に伴って、二類の語では平板型から尾高型への変化が、四類と五類で第二音節の母音が広母音の語は尾高型から頭高型への変化が進行中であると言える。一方、一類は平板型、三類は尾高型、四類と五類で末母音が狭母音のものは頭高型で基本的に安定している。これは方言アクセントと共通語アクセントが一致しているためである。
一類の中で「布」は共通語が平板型なのに対し、秋田方言では平板型と尾高型が並存しており、世代が下ると尾高型がやや増える傾向が見られる。二類の中で「旅」は他の語と異なり、かなり高齢の話者でも尾高型の地域がかなり多い。三類の中で、共通語アクセントで例外的に頭高型になる「斧」「神」「雲」は、秋田でも頭高型に移りつつある。このうち「神」はかなり高齢の話者でも頭高型が見られるが、「斧」はそれよりやや遅れて頭高型になり、「雲」の頭高型は他の語よりさらに遅れて発生したものと見られる。
四類と五類の型分裂の法則が厳格に適用されれば、二音節目に広母音を持つ語には頭高型の語は存在しないことになるが、実際には例外も存在する。「今」、「鎌」、「声」はかなり高齢の話者でも頭高型の地域が多い。このうち「今」は平山輝男による戦前の調査でも頭高型に記録されているのに対し、「声」は尾高型に記録されている。現在の若年層は共通語化が進んでいるが、「露」は最も共通語化が遅れており尾高型になることが多い。。「露」は型分裂の法則からは頭高型が予想されるが、実際には尾高型になる。これは、元々の方言形が二音節目に広母音を持つ「チヨ」であるからだと考えられる。県北部の米代川流域の高年層では、北秋田市鷹巣を境にして、「今」を上流地帯で尾高型、下流地帯で頭高型に発音する分布が見られる。同様の分布は四類の「父」にも見られ、鷹巣より上流で尾高型、下流で平板型に発音する分布が見られる。

#### 三音節名詞
秋田方言の三音節名詞のアクセントは類の統合の形では外輪東京式の色合いが濃いものの、二次変化として広母音への核後退が起きたため独特なものになっている。
| 類   | 院政                   | 室町                   | 京都                   | 東京                  | 大分                  | 秋田                  | 秋田                  | 所属語例                                                                                 |
| 母音 |                        |                        |                        |                       |                       | 狭母音                | 広母音                |                                                                                          |
| ---- | ---------------------- | ---------------------- | ---------------------- | --------------------- | --------------------- | --------------------- | --------------------- | ---------------------------------------------------------------------------------------- |
| 一類 | H○○○ 高高高 高高高(高) | H○○○ 高高高 高高高(高) | H○○○ 高高高 高高高(高) | ○○○ 低高高 低高高(高) | ○○○ 低高高 低高高(高) | ○○○ 低低低 低低低(低) | ○○○ 低低低 低低低(低) | 霰・筏・田舎・鰯・夫・柏・形・着物・車・煙・氷・衣・舅・印・使い・隣・額・昔・柳         |
| 二類 | H○○ 高高低 高高低(低)  | H○○ 高高低 高高低(低)  | H○○○ 高低低 高低低(低) | ○○○ 低高高 低高高(低) | ○○○ 低高高 低高高(高) | ○○○ 低低低 低低低(低) | ○○○ 低低低 低低低(低) | 間・小豆・毛抜き・桜・翼・釣瓶・蜥蜴・二つ・二人・緑・百足・昨夜                         |
| 三類 | H○○○ 高低低 高低低(低) | H○○○ 高低低 高低低(低) | H○○○ 高低低 高低低(低) | ○○○ 高低低 高低低(低) | ○○○ 低高高 低高高(高) | ○○○ 低低低 低低低(低) | ○○○ 低低低 低低低(低) | 鮑・黄金・小麦・栄螺・力・二十歳・岬                                                     |
| 四類 | L○○○ 低低低 低低低(高) | H○○ 高高低 高高低(低)  | H○○○ 高低低 高低低(低) | ○○○ 低高高 低高高(低) | ○○○ 低高高 低高高(低) | ○○○ 低低高 低低高(低) | ○○○ 低低高 低低高(低) | 頭・嵐・鼬・扇・男・表・女・鏡・刀・言葉・拳・暦・境・宝・鋏・林・東・光・袋・襖・仏・蕨 |
| 五類 | L○○ 低低高 低低高(高)  | H○○○ 高低低 高低低(低) | H○○○ 高低低 高低低(低) | ○○○ 高低低 高低低(低) | ○ 低高低 低高低(低)   | ○◎ 低高低 低高低(低)  | ○○◎ 低低高 低低高(低) | 朝日・油・五つ・命・鰈・胡瓜・欅・心・姿・簾・涙・錦・柱・眼・火箸                       |
| 六類 | L○○○ 低高高 低高高(高) | L○○○ 低高高 低高高(高) | L○○○ 低低高 低低低(高) | ○○○ 低高高 低高高(高) | ○○○ 高低低 高低低(低) | ○◎○ 高低低 高低低(低) | ○◎○ 低高低 低高低(低) | 兎・鰻・烏・狐・雀・背中・高さ・狸・鼠・裸・誠・操・蚯蚓・蓬                             |
| 七類 | L○ 低高低 低高低(低)   | L○○ 低高低 低高低(低)  | L○○ 低高低 低高低(低)  | ○○○ 高低低 高低低(低) | ○○○ 高低低 高低低(低) | ○◎○ 高低低 高低低(低) | ○◎○ 低高低 低高低(低) | 苺・後ろ・蚕・鯨・薬・便り・盥・椿・一人                                                 |

秋田の三音節名詞のアクセントは、一類と二類と三類が平板型に統合、四類が尾高型、五類が中高型、六類と七類が頭高型に統合した大分のような体系から変化したものと見られる。五類は三音節目の母音によって型が分裂し、広母音なら尾高型、狭母音なら中高型になる傾向がある。また六類と七類は二音節目の母音によって型が分裂し、広母音なら中高型、狭母音なら頭高型になる傾向がある。ただし厳密な傾向ではなく例外もある。
三音節名詞の尾高型は平板型との間を動揺しており、地域によっては四類の語全てや、五類で三音節目に広母音を持つ語を平板型で発音する話者も存在するようである。
三音節名詞ではアクセントの型の種類が多く、またアクセントによる区別の必要性が少ないため、同じ類の中でも語によって違う型で発音されたり、地域や個人によって型が違うことが多くなり、一音節名詞や二音節名詞ほど類による対立がはっきりしていない。共通語アクセントも例外が多い。現在では中年層以下のアクセントはかなり共通語化が著しくなっており、若年層に至っては共通語で対応の例外をなす語も含めて共通語と同じになる傾向が強い。
一類は基本的には全世代で平板型であり、共通語でも平板型である。「霰」「筏」「田舎」「鰯」「夫」「柏」「形」「車」「煙」「氷」「衣」「舅」「印」「使い」「隣」「額」「昔」「柳」などは平板型で安定している。高年層では「欠伸」が中高型で、「着物」「鎖」「麓」「南」が尾高型である。「欠伸」は中年層から頭高型になる傾向がある。また「轡」が若年層で平板型から尾高型に、「南」が尾高型から平板型に変化する傾向がある。
二類は基本的に高年層では平板型で、世代が下がるにつれて共通語の影響を受けて尾高型に変化する傾向がある。二類のうち「間」は高年層でも尾高型になることが多く、ほとんどの地域で高年層から若年層まで尾高型で安定している。「二つ」「二人」も県北部では尾高型と平板型があるが、多くの地域では全世代が尾高型で安定している。「蜥蜴」「緑」は県北部の高年層では中高型、尾高型、平板型が見られて一定していないが、これは元々使われていなかった新しい言葉であるためと思われる。「緑」は多くの地点では共通語化により中高型から頭高型に移りつつある。「昨夜」は高年層から若年層まで尾高型と平板型が並存している。「百足」は高年層に尾高型と平板型が並存し、世代が下がると平板型のみになる。「翼」は中高型から平板型に移りつつある。「靨」はかつては中高型であったが、現在は全年齢層で頭高型へ変化している。。
三類は共通語では頭高型、中高型、尾高型、平板型の全ての型が現れ一定しない。秋田方言では高年層では平板型と中高型が現れ、若年化するに従い共通語に近づく。「黄金」は尾高型から平板型へ変化する傾向が見られる。「岬」は高年層で平板型と中高型が並存する。中年層以下には尾高型も少数見られるが、平板型がかなり多く、中高型はわずかになる。「二十歳」は高年層では中高型と平板型が並存し、都市部には頭高型が見られるが、世代が下がると共通語と同じ頭高型に変わる。「小麦」は高年層でも平板型から中高型への変化が見られる。「力」は平板型から尾高型への変化が、「栄螺」は中高型から頭高型への変化が中年層から見られる。どの語も方言アクセントが共通語と異なり、共通語化に伴う変化が見られる。
四類の多くの語は高年層から若年層に至るまで尾高型で変化がない。「仏」は平板型と尾高型の間で動揺が見られ、秋田市などの高年層では並存している。しかし多くの地点では全世代で尾高型である。共通語で平板型である「鼬」「拳」は、高年層では平板型と尾高型が並存しているが、若年層ではほとんど平板型になり、尾高型から平板型へ移りつつあると見られる。ただし「扇」のように、共通語が尾高型なのに若年層で平板型が増える語もある。「嵐」は高年層では平板型と尾高型が並存しているが、若年層では頭高型に変わっている。「蕨」は高年層では尾高型だが、若年層では尾高型の他に頭高型が増えてきている。「思い」は高年層では尾高型と中高型があるが、若年層では共通語と同じ中高型に変わっている。「瓦」は平板型で安定しているが、「恨み」「女」は平板型から尾高型へ移りつつある。「境」「畑」は中高型で安定している。
五類の「油」「柱」は多くの地域では頭高型であるが、県北部では尾高型である。「柱」は世代が下がると尾高型が増える傾向があるが、若年層でも頭高型もかなり根強い。「油」は頭高型から平板型へ変化しつつある。「姿」は三音節目に広母音を持つが高年層では中高型が普通であり、世代が下がると頭高型になる動きが見られる。同様に中高型から頭高型に移りつつある五類の語に、「朝日」「命」「鰈」「胡瓜」「姿」「錦」「眼」などがある。「涙」は尾高型だったが頭高型に移りつつある。「簾」は高年層では中高型が多いが、中年層では尾高型が多くなり、さらに若年層では平板型が多くなって共通語と一致する。「柘榴」「枕」は頭高型で、「心」は尾高型で安定している。
六類の「雀」は高年層の場合、県北部では頭高型だが、秋田市では中高型と頭高型が並存しており、中央部や南部では中高型が多い。若年層では共通語と同じ平板型が増えてきている。「狐」も高年層では頭高型と中高型が並存し、若年層では平板型がかなり増えている。「烏」は高年層では中高型と頭高型が見られ、本来は中高型だったと思われるが、若年層では頭高型に変わっている。同様に中高型から頭高型へ変化している語には「高さ」「狸」がある。「兎」「鰻」「裸」「雲雀」「誠」「操」「蚯蚓」は中高型から平板型へ変わりつつある。「背中」は中高型で安定している。
七類の「薬」は二音節目に狭母音を持つが、「クソリ」という方言形があるためか、高年層では中高型で発音されることが普通である。「薬」「盥」は中高型から平板型への変化が見られる。七類の「便り」は高年層では県北部では東で平板型、西で中高型であり、秋田市では両型が見られる。世代が下がると頭高型へ変化する。「椿」「病」は中高型から頭高型への変化が見られる。「後ろ」は共通語アクセントが平板型であるが、高年層で尾高型が中心であったのが、若年層ではほとんどの地域で頭高型になっており、共通語と異なっている。「苺」も共通語が平板型なのに、若年層でも頭高型が見られる。「蚕」「兜」は頭高型で安定している。。

### 動詞
動詞アクセントは外輪東京式と中輪東京式に大きな差がないため、院政時代の京都アクセント、室町時代の京都アクセント、現代京都アクセント（京阪式アクセント）、現代東京アクセント（中輪東京式アクセント）、現代秋田アクセント（外輪東京式アクセントの変種）の対応関係を音節数ごとに示す。院政期には終止形と連体形のアクセントに違いがあったが、現代諸方言の終止形および連体形は院政期の連体形につながるため院政期の連体形のアクセントを示す。活用語尾の母音により同じ動詞でも核の位置が移動することがあるため、核の移動に関わる音節の位置を◎で示す。なお、動詞でも秋田方言での音節数と共通語や他方言での拍数は終止形では基本的に一致するため、二音節動詞、三音節動詞はほぼ他方言の二拍動詞、三拍動詞に相当する。イ音便、撥音便、促音便を起こした形では共通語の拍数と秋田方言の音節数が異なる。

#### 二音節動詞

##### 一段動詞
| 類   | 院政     | 室町     | 京都     | 東京    | 秋田    | 秋田    | 所属語例               |
| 母音 |          |          |          |         | 狭母音  | 広母音  |                        |
| ---- | -------- | -------- | -------- | ------- | ------- | ------- | ---------------------- |
| 一類 | H○○ 高高 | H○○ 高高 | H○○ 高高 | ○○ 低高 | ○○ 低低 | ○○ 低低 | 着る・似る・煮る・寝る |
| 二類 | L○ 低高  | L○○ 低高 | L○○ 低高 | ○ 高低  | ○◎ 高低 | ○◎ 低高 | 見る                   |

秋田方言では、二音節で上一段活用および下一段活用をする動詞（一段動詞）の終止形・連体形においては、一類が平板型、二類が頭高型で共通語と同じような区別がある。
二類では、第一音節の直後に狭母音音節が来る場合は頭高形のままであり、ミル（見る）、ミルトギ（見るとき）、ミルシ（見ます）は第一音節に核がある。第一音節の直後に広母音音節が来る活用形では、第二音節へ核の後退が起こる。例えばミネァ（見ない）、ミデ（見て）、ミダ（見た）、ミレ（見ろ）では第二音節に核がある。第二音節に核があることは、ミネァバ（見なければ）、ミデモ（見ても）、ミダドモ（見たけれども）、ミレンバ（見れば）、ミレッテ（見ろって）のように付属語が付いた場合に付属語が低く発音されることからも分かる。ただし中年層以下では、共通語と同じように第一音節（第一拍）に核がある形で発音されることが多い。これは二音節の五段動詞や三音節以上の動詞の場合も同じである。

##### 五段・変格動詞
| 類   | 院政     | 室町     | 京都     | 東京    | 秋田    | 秋田    | 所属語例 |
| 母音 |          |          |          |         | 狭母音  | 広母音  | |
| ---- | -------- | -------- | -------- | ------- | ------- | ------- | --- |
| 一類 | H○○ 高高 | H○○ 高高 | H○○ 高高 | ○○ 低高 | ○○ 低低 | ○○ 低低 | 言う・行く・産む・売る・置く・押す・買う・嗅ぐ・貸す・刈る・聞く・消す・咲く・死ぬ・知る・する・釣る・飛ぶ・泣く・抜く・塗る・乗る・引く・拭く・踏む・焼く・呼ぶ・沸く・割る                   |
| 二類 | L○ 低高  | L○○ 低高 | L○○ 低高 | ○ 高低  | ○◎ 高低 | ○◎ 低高 | 会う・有る・打つ・折る・飼う・書く・勝つ・噛む・切る・食う・来る・漕ぐ・裂く・刺す・住む・立つ・付く・出る・研ぐ・取る・縫う・脱ぐ・飲む・這う・吐く・剥ぐ・降る・掘る・待つ・持つ・酔う・読む |

二音節五段動詞の終止形でも、一類が平板型、二類が頭高型で共通語と同じような区別がある。カ行変格活用の「来る」が二類と、サ行変格活用の「する」が一類と同じアクセントを持っていることも共通語と同じである。
一類のうち、「産む」のみは例外的に秋田県内全域で頭高型であり、さらに東北地方のかなり広い地域でも頭高型である。
二類では、一段動詞と同じように、活用形によっては核の後退が起こる。「取る」の場合、トル（取る）、トルトギ（取るとき）、トルシ（取ります）などは第一音節に核があるが、トレンバ（取れば）、トレ（取れ）は共通語で第一拍に核があるのに対し秋田方言では第二音節にあり、トラネァ（取らない）は共通語で第二拍に核があるのに対し秋田方言では第三音節にある。
音便形を取るトッテ（取って）、トッタ（取った）のような形は音便の形によってアクセントが異なる。イ音便を取るカ行五段（書く、カエダ、カエデなど）やガ行五段（漕ぐ、コエダ、コエデ）では第二音節に核がある。原型のままのサ行五段（刺す、サシタ、サシテなど）は第一音節に核がある頭高型のままである。促音便を取るタ行五段（勝つ、カッタ、カッテなど）、ラ行五段（取る、トッタ、トッテなど）、ワ行五段（会う、アッタ、アッテなど）、撥音便を取るマ行五段（噛む、カンダ、カンデなど）などでは、促音や撥音が独立した拍を形成しないために二音節扱いになり、促音便では一音節あとのテ・デ、タ・ダへ核が後退する。その結果、例えばカッテケレ（買ってくれ）は○○○○（低低低低）なのに対し、カッテケレ（勝ってくれ）は○○○○（低高低低）であるというような対立が実現する。

#### 三音節動詞

##### 一段動詞
| 類   | 院政        | 室町        | 京都        | 東京       | 秋田       | 秋田       | 所属語例 |
| 母音 |             |             |             |            | 狭母音     | 広母音     | |
| ---- | ----------- | ----------- | ----------- | ---------- | ---------- | ---------- | --- |
| 一類 | H○○○ 高高高 | H○○○ 高高高 | H○○○ 高高高 | ○○○ 低高高 | ○○○ 低低低 | ○○○ 低低低 | 上げる・当てる・荒れる・入れる・植える・埋める・変える・欠ける・枯れる・消える・暮れる・越える・捨てる・抜ける・濡れる・腫れる・負ける・曲げる・燃える・痩せる・止める |
| 二類 | L○○ 低低高  | H○○○ 高低低 | L○○○ 低低高 | ○ 低高低   | ○◎ 低高低  | ○○◎ 低低高 | 受ける・起きる・落ちる・下りる・掛ける・覚める・閉める・過ぎる・建てる・垂れる・閉じる・投げる・逃げる・伸びる・晴れる・吠える・褒める・見せる・漏れる・茹でる・分ける |

三音節の一段動詞は、一類が平板型、二類は中高型（起伏型）であり、共通語と同じ区別がある。三音節でも、二類では活用形により核の後退が起きる。「投げる」の場合、ナケ゜ネァ（起きない）、ナケ゜レンバ（投げれば）、ナケ゜レ（投げろ）のような活用形では、共通語では第二拍に核があるのに対し、秋田方言では第三音節に核がある。また、ナケ゜デ（投げて）、ナケ゜ダ（投げた）のような連用形では、共通語では第一拍に核が移動するが、秋田方言では第二音節に核がくる。

##### 五段動詞
| 類   | 院政        | 室町        | 京都        | 東京       | 秋田       | 秋田       | 所属語例 |
| 母音 |             |             |             |            | 狭母音     | 広母音     | |
| ---- | ----------- | ----------- | ----------- | ---------- | ---------- | ---------- | --- |
| 一類 | H○○○ 高高高 | H○○○ 高高高 | H○○○ 高高高 | ○○○ 低高高 | ○○○ 低低低 | ○○○ 低低低 | 上がる・遊ぶ・当たる・浮かぶ・踊る・終わる・歌う・送る・ 変わる・暮らす・殺す・探す・触る・沈む・進む・使う・続く・ 積もる・並ぶ・登る・運ぶ・拾う・曲がる・貰う・渡る・笑う           |
| 二類 | L○○ 低低高  | H○○○ 高低低 | H○○○ 高高高 | ○ 低高低   | ○◎ 低高低  | ○○◎ 低低高 | 余る・急ぐ・痛む・動く・思う・泳ぐ・帰る・乾く・曇る・下がる・ 騒ぐ・叩く・頼む・作る・包む・通る・届く・直る・盗む・残る・ 挟む・走る・払う・光る・響く・迷う・戻る・休む・破る・許す |
| 三類 | L○○○ 低高高 | L○○○ 低高高 | L○○○ 低低高 | ○ 低高低   | ○◎ 低高低  | ○○◎ 低低高 | 歩く・隠す・入る |

三音節の五段動詞も、一類が平板型、二類が中高型で、共通語と同じ区別がある。三音節の五段動詞には、他に例外的なアクセントを持つ三類があり、少数の語が属す。これは京都や高知などでは特別なアクセントが保たれているが、東京など多くの地域では二類に統合して中高型になっている。院政期のアクセントは三音節名詞六類と同じであり、規則的な変化では頭高型が予想される。秋田でも秋田市では三類は中高型であるが、鹿角市では「歩く」に頭高型が見られる。
二類の「帰る」「通る」と三類の「入る」は、共通語では例外的に頭高型になっている。これは第二拍が母音単独拍でありアクセント核を置けないためである。秋田方言では、三音節に発音した場合は高年層では中高型になるが、中年層以下では頭高型になる。

### 形容詞
形容詞アクセントも外輪東京式と中輪東京式に大きな差がないため、院政時代の京都アクセント、室町時代の京都アクセント、現代京都アクセント（京阪式アクセント）、現代東京アクセント（中輪東京式アクセント）、現代秋田アクセント（外輪東京式アクセントの変種）の対応関係を音節数ごとに示す。院政期は連体形のアクセントを示す。活用語尾の母音により同じ動詞でも核の位置が移動することがあるため、核の移動に関わる音節の位置を◎で示す。形容詞では終止形語尾イが語幹と融合して語形が一音節短くなっていることがあるため、両形のアクセントを示す。

#### 二音節形容詞
| 類   | 院政     | 室町     | 京都     | 東京   | 秋田   | 秋田 | 所属語例   |
| 融合 |          |          |          |        | 無し   | 有り |            |
| ---- | -------- | -------- | -------- | ------ | ------ | ---- | ---------- |
| 一類 | H○○ 高降 | H○ 高低  | H○ 高低  | ○ 高低 | ○ 高低 | ○ 昇 | 濃い       |
| 二類 | L○ 低降  | L○○ 低高 | L○○ 低高 | ○ 高低 | ○ 高低 | ○ 昇 | 無い・良い |

二音節形容詞には一類と二類があるが、現在も日常的に使われる形容詞で一類のものは「濃い」しかない。京都などでは一類と二類の区別が保たれているが、共通語や秋田方言では一類が二類に統合され、いずれも頭高型に発音される。秋田方言では語尾のイが独立性を失って全体が一音節のように発音されたり、ネァ（無い）、エ（良い）のように母音が融合したりすることがある。その場合は一音節名詞三類のように頭高型で発音される。活用形では、ネァ（無い）、ネァグ（無く）、ネァクテ（無くて）、ネァンバ（無ければ）のような形では第一音節に核があるが、ネァガッタ（無かった）のような形では第二音節に核が後退する。

#### 三音節形容詞
| 類   | 院政        | 室町        | 京都        | 東京       | 秋田       | 秋田    | 所属語例 |
| 融合 |             |             |             |            | 無し       | 有り    | |
| ---- | ----------- | ----------- | ----------- | ---------- | ---------- | ------- | --- |
| 一類 | H○○○ 高高降 | H○○ 高高低  | H○○○ 高低低 | ○○○ 低高高 | ○○○ 低低低 | ○○ 低低 | 赤い・浅い・厚い・甘い・荒い・薄い・遅い・重い・硬い・軽い・辛い・遠い |
| 二類 | L○○ 低低降  | H○○○ 高低低 | H○○○ 高低低 | ○ 低高低   | ○ 低高低   | ○ 低高  | 青い・熱い・痛い・旨い・多い・痒い・辛い・臭い・黒い・寒い・渋い・白い・狭い・高い・近い・強い・長い・苦い・早い・低い・広い・深い・太い・古い・細い・脆い・安い・緩い・若い・悪い |

三音節形容詞は、一類が平板型、二類が中高型で共通語と同じような区別がある。三音節形容詞は、母音が融合して、アゲァ（赤い）、イデァ（痛い）のように二音節で発音されることがしばしばあるが、そのような場合は一類が平板型、二類が尾高型となり区別は維持される。二類の活用形では、タゲァ（高い）が第二音節に核を持つのは共通語で第二拍に核を持つのと同じだが、タゲァグ（高く）、タゲァクテ（高くて）、タゲァガッタ（高かった）、タゲァンバ（高ければ）のように共通語では第一拍に核を持つ活用形も秋田方言では第二音節に核がある。
三音節（三拍）以上の形容詞では、京都や名古屋では明治時代までに既に一類が二類に吸収されており、同じような現象が近年は岐阜県、岡山県、広島県、東京、横浜などでも進みつつある。一方、秋田ではまだ若年層でもそのような大きな動きは起こっていない。

## アクセントの共通語化
アクセントは一般に共通語化を受けにくいとされるが、現在の秋田アクセントには共通語化に伴う大きな変化が見られる。現在60歳代の年齢層までは伝統的なアクセントからの変化があまり見られないが、50歳代になると共通語化したアクセントが急に多くなり、40歳代になるとさらに共通語化が進んで大半の語が共通語と同じアクセントになる。30歳代以下ではさらに共通語アクセントに近づいていく。これは言語形成期にテレビがあったかどうかの影響が大きいと考えられる。共通語アクセントが頭高型で方言アクセントが中高型である二音節名詞四類・五類や、三音節名詞六類・七類などの語が、中高型から頭高型へと変化するのは現在の50歳代と40歳代の間が多い。また、三音節以上の語の尾高型で、最後の一音節だけ上昇する型から、第二音節から上昇する型へ変わるのは現在の60歳代と50歳代の間に集中している。一方で、平板型は30歳代に至っても方言的な上昇のない低平型のままである傾向が強い。